# Che meraviglia sei
Che meraviglia sei è un singolo del cantante italiano Gianni Morandi pubblicato il 28 novembre 2018 come quarto estratto dal suo quarantesimo album in studio D'amore d'autore.

## Descrizione
Il singolo è stato scritto da Giuliano Sangiorgi, leader del gruppo musicale Negramaro.

## Video musicale
Il videoclip, girato solamente con il telefono cellulare di Morandi, è stato pubblicato contestualmente all'uscita del singolo sul canale Vevo-YouTube del cantante. Il video racconta il mondo femminile attraverso i volti di una serie di donne ed è stato girato tra Bologna, Roma, Carloforte e Milano.